# 重铀酸铵
重鈾酸銨（(NH4)2U2O7），是一種淺黃色的化學物質，是加工天然铀礦石的過程中的過渡产物。重鈾酸銨具有放射性。重鈾酸銨加熱至260℃時會分解成三氧化铀。

## 制备
铀酰盐（UO22+）在氨水的作用下可以转化为重铀酸铵。
反應式为：{\displaystyle {\ce {2UO2^2+(aq) + 6NH3(aq) + 3H2O(l) -> (NH4)2U2O7(s) + 4NH4^+(aq)}}}